# Талашманово
Талашманово (рос. Талашманово) — присілок в Володарському районі Нижньогородської області Російської Федерації.
Населення становить 113 осіб. Входить до складу муніципального утворення Золинська сільрада.

## Історія
Від 2009 року входить до складу муніципального утворення Золинська сільрада.

## Населення
| 1859 | 1905 | 1926 | 1999 | 2002 | 2010 |
| ---- | ---- | ---- | ---- | ---- | ---- |
| 138  | ↗188 | ↗219 | ↘15  | ↗36  | ↗113 |